# 红胸角雉
红胸角雉（学名：Tragopan satyra），是产于喜马拉雅山地区的一种角雉，生活在海拔2400-4300米的山地森林中，冬天则下到1800米的林区。

## 参考

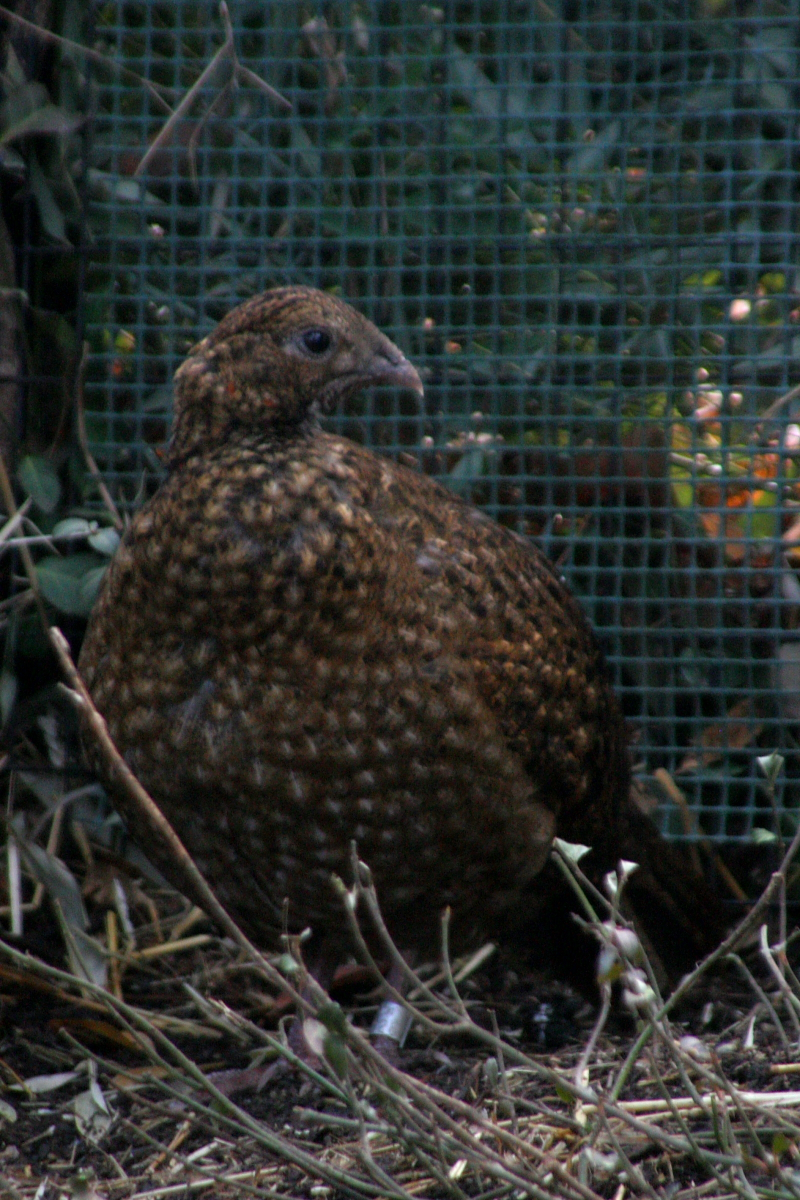
红胸角雉雌鸟

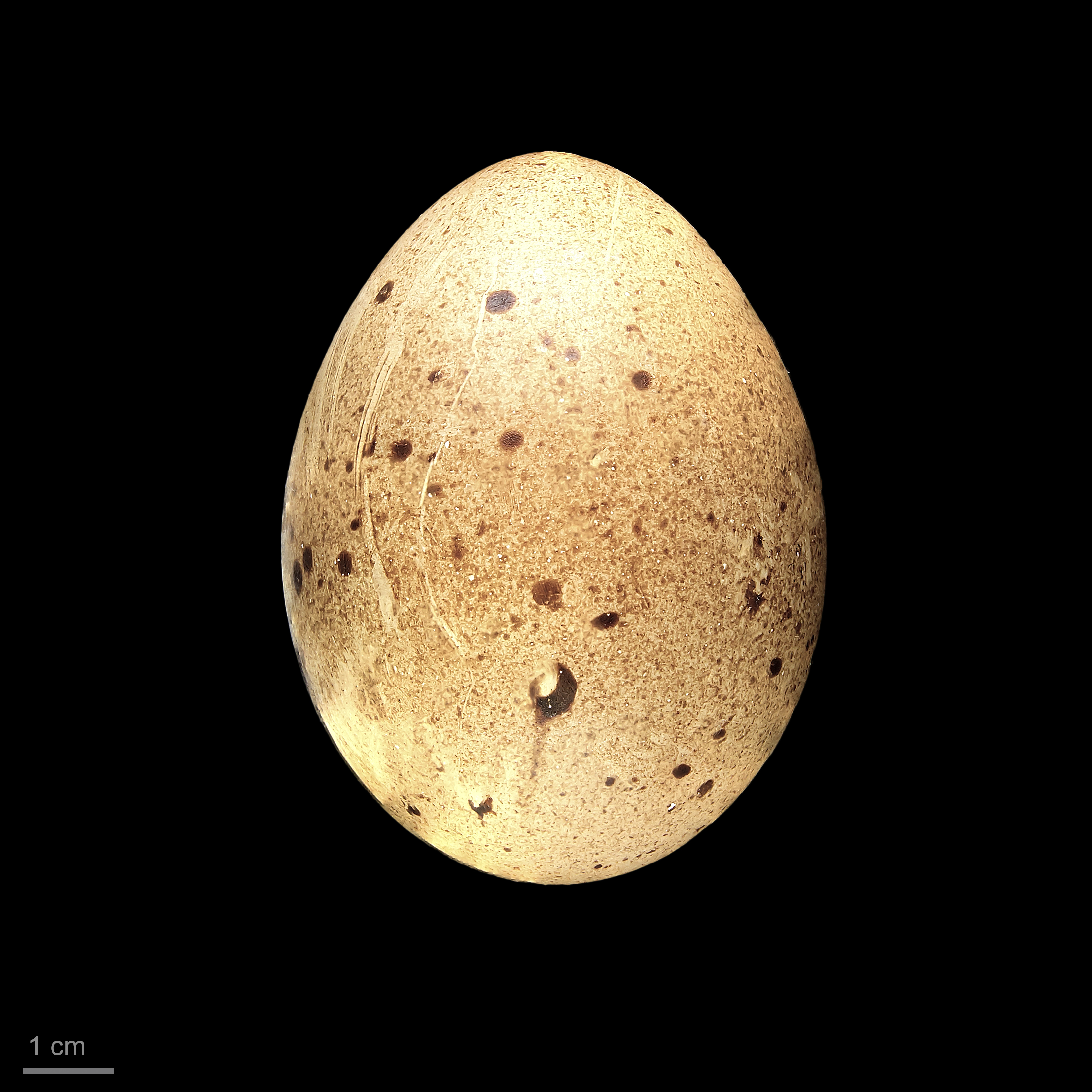
Tragopan satyra